# اساتو مياغاوا
اساتو مياغاوا (宮川 麻都) (24 فبراير 1998 في كاناغاوا في اليابان – )؛ هي لاعبة كرة قدم كانت تلعب كمدافع.

## وصلات خارجية
- اساتو مياغاوا على موقع الاتحاد الدولي (مؤرشف)  (الإنجليزية)
- اساتو مياغاوا على موقع قاعدة بيانات كرة القدم.إي يو (الإنجليزية)
- اساتو مياغاوا على موقع Soccerway.com (الإنجليزية)
- اساتو مياغاوا على موقع عالم كرة القدم.نت (الإنجليزية)
- اساتو مياغاوا على موقع أوليمبيديا (الإنجليزية)